# رامش پاتل
رامش پاتل (انگلیسی: Ramesh Patel؛ زادهٔ ۱۲ سپتامبر ۱۹۵۳) بازیکن هاکی روی چمن اهل نیوزیلند بود.